# Street Fighting Man
Except to sing for a rock'n'roll band?»
se non cantare in una band di rock'n'roll?»
(Street Fighting Man, The Rolling Stones)
Street Fighting Man è una canzone della band britannica Rolling Stones, estratta come singolo dall'album Beggars Banquet del 1968. Definita "la canzone più politica" degli Stones, è stata inserita dalla rivista Rolling Stone al 295º posto nella lista delle 500 migliori canzoni di tutti i tempi.

## Il brano
La canzone si apre con un riff acustico di chitarra e dei rintocchi di campanaccio. Nella sua recensione al brano il critico musicale Richie Unterberger dice:
(Richie Unterberger)

### Ispirazione

Immagine di scontri di piazza, inizio anni '70

Resistenza non violenta di una studentessa allo sgombero di una Università

Originariamente intitolata Primo Grande e poi Did Everyone Pay Their Dues?, con la stessa musica ma un testo profondamente diverso, Street Fighting Man è conosciuta come una delle canzoni di Mick Jagger e Keith Richards più "impegnate" politicamente. Jagger l'avrebbe scritta ispirandosi a Tariq Ali dopo aver partecipato, nel marzo 1968, presso l'ambasciata statunitense a Londra, ad una manifestazione pacifista durante la quale la polizia a cavallo tentò di controllare una folla di 25.000 persone. Trasse ispirazione anche dagli episodi di violenza tra gli studenti dimostranti lungo la rive gauche di Parigi, preludio al maggio 1968.
In un'intervista del 1995 con Jann Wenner di Rolling Stone Jagger dichiarò: 
(Mick Jagger, 1995)

### Registrazione
La registrazione del brano ebbe luogo agli Olympic Studios di Londra nel marzo 1968. Nel corso della prima seduta per il brano, dove erano presenti solo Keith Richards e Charlie Watts, il brano nacque quando i due, seduti sul pavimento dello studio con un piccolo registratore a cassette Philips, iniziarono a sperimentare le nuove possibilità di incisione dell'apparecchio. La traccia base strumentale venne creata sovraincidendo numerose volte le parti di chitarra sulla cassetta mono con un forte effetto distorsivo. Brian Jones aggiunse anche il suono del suo sitar al brano. Poi si passò a sovraincidere le percussioni, le parti di basso, il piano di Nicky Hopkins, e lo shanai suonato da Dave Mason dei Traffic.

### Pubblicazione
La canzone venne pubblicata su singolo (Lato B: No Expectations) negli Stati Uniti (ma non in Gran Bretagna dove uscì solo nel giugno 1971) il 31 agosto 1968 all'epoca della Convention Democratica di Chicago, venendo immediatamente bandita dalle radio americane per i contenuti sovversivi, e ritirata poco dopo dal mercato a causa dell'illustrazione di copertina del 45 giri che nella prima versione raffigurava scontri di piazza tra manifestanti e polizia. A causa dei vari boicottaggi il singolo non riuscì ad andare oltre la posizione numero 48 in classifica.

## Tracce singolo USA
London 45 LON 909
1. Street Fighting Man (Jagger/Richards) - 3:15
2. No Expectations (Jagger/Richards) - 3:56

## Formazione
- Mick Jagger - voce
- Charlie Watts - batteria
- Keith Richards - basso, chitarra acustica
- Nicky Hopkins - pianoforte
- Brian Jones - sitar, tambura
- Dave Mason - shanai, grancassa
- Jimmy Miller - claves

## Cover
Street Fighting Man è stata oggetto di numerose reinterpretazioni. Si segnalano quelle di Rod Stewart, nell'album del debutto da solista An Old Raincoat Won't Ever Let You Down, degli Oasis, come b-side del singolo del 1998 All Around the World, dei Rage Against the Machine, nel quarto e ultimo album Renegades, dei Mötley Crüe, nell'album Red, White and Crüe, e dei Ramones, nella ristampa del 2002 di Too Tough to Die.